# Operation Prime Chance
Irakische Invasion (1980)

Entegham – Kaman 99 – Chorramschahr – Sultan 10 – Scorch Sword – Abadan – Kafka – Ashkan – Morwarid – Dezful
Pattsituation (1981)

Tavakol – Susangerd – H-3
Iranische Offensiven zur Befreiung iranischen Territoriums (1981–82)

Samen-ol-A'emeh – Tariq al-Qods – Fath ol-Mobin – Beit ol-Moqaddas – Rückeroberung Chorramschahrs
Iranische Offensiven im Irak (1982–84)

Ramadan/1. Basra – Moslem Ibn Aqil – Muharram ol-Harram – Morgenröte 1 – Morgenröte 2 – Morgenröte 3 – Morgenröte 4 – Morgenröte 5/2. Basra – Kheibar/3. Basra – Kurdenaufstand – Morgenröte 6 – Morgenröte 7 – Hawizeh-Marschland
Iranische Offensiven im Irak (1985–87)

Badr/4. Basra – Morgenröte 8 – 1. al-Faw – Morgenröte 9 – Karbala 1 – Karbala 2 – Karbala 3 – Fath 1 – Karbala 4/5. Basra – Karbala 5/6. Basra – Karbala 6 – Karbala 7 – Karbala 8/7. Basra – Karbala 9 – Karbala10 – Nasr 4
Letztes Kriegsjahr (1988)

Beit ol-Moqaddas 2 – Anfal – Halabdscha – Zafar 7 – Tawakalna ala Allah – 2. al-Faw – Shining Sun – 40 Sterne – Mersad
Tankerkrieg

Earnest Will – Prime Chance – Eager Glacier – Nimble Archer – Praying Mantis
Internationale Vorfälle

Stark – Iran-Air-Flug 655

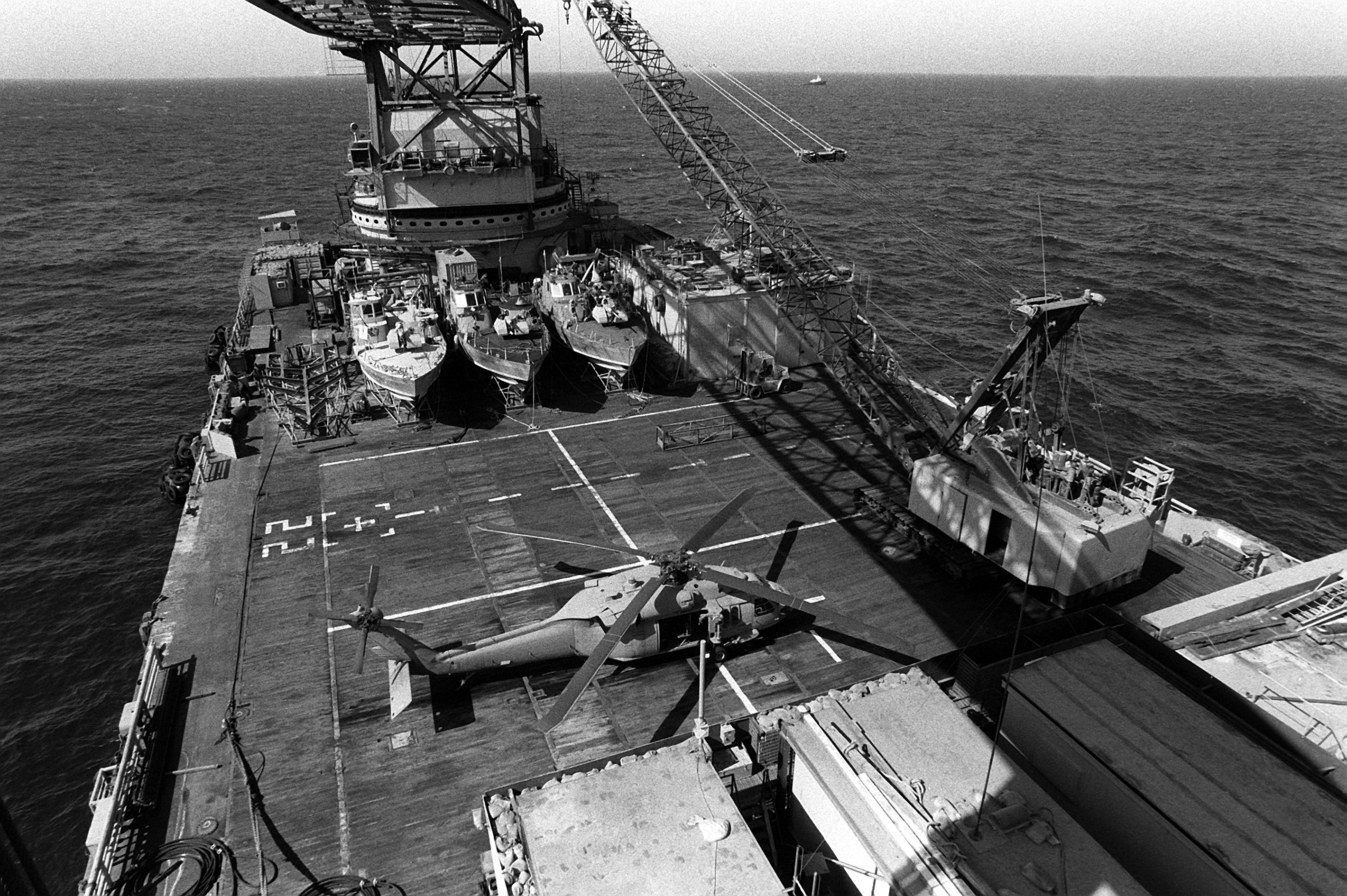
Die Hercules mit UH-60 Helikoptern und Mark III Booten

Die Operation Prime Chance, unter Führung des USSOCOM, war eine Operation gegen die Islamische Republik Iran in den Jahren 1987 bis 1989 im Persischen Golf. Deren Zielsetzung war der Schutz unter US-amerikanischer Flagge fahrender Tanker vor iranischen Luft- und Seeangriffen.
An der Operation nahmen Einheiten von der 160th Special Operations Aviation Regiment (Airborne), US Navy Seals, Special Boat Units, einige konventionelle Einheiten der USMC, das 4th Squadron der 17th Cavalry und die 18th Aviation Brigade (Corps)(Airborne) teil. Von der US Navy haben folgende Schiffe die Operation unterstützt:  USS La Salle, USS Jarrett (FFG 33), USS Klakring (FFG 42). Zusätzlich sollten die beiden Bohrplattformen Hercules und Wimbrown VII eingesetzt werden. Der Plan, zwei Bohrplattformen in dem Konflikt zu nutzen, führte zu militärischen Bedenken, da sie auf Grund ihrer Größe und ihrer Ortsgebundenheit nur schwer zu verteidigen waren. Jedoch wurden die Bedenken fallen gelassen, als man erkannte, dass die iranischen Streitkräfte im Zuge des Ersten Golfkriegs viele Luftfahrzeuge verloren. Ziel der Operation war es, iranische Minenleger aufzuhalten, welche die Schifffahrtsrouten zwischen Kuwait und dem Indischen Ozean verminten.
Eine ähnliche Aufgabe wie Prime Chance besaß die parallel laufende Aktion Operation Earnest Will der US-Navy.